# Aphelocoma
Aphelocoma är ett fågelsläkte i familjen kråkfåglar inom ordningen tättingar. Släktet omfattar vanligen sju arter som förekommer i västra Nordamerika, Florida och Centralamerika söderut till Honduras:
- Floridasnårskrika (A. coerulescens)
- Santacruzsnårskrika (A. insularis)
- Västlig snårskrika (A. californica)
- Inlandssnårskrika (A. woodhouseii)
- Mexikansk skrika (A. wollweberi)
- Ultramarinskrika (A. ultramarina)
- Indigoskrika (A. unicolor)